# جف، کسی که در خانه زندگی می‌کند
جف، کسی که در خانه زندگی می‌کند (به انگلیسی: Jeff, Who Lives at Home) فیلمی محصول سال ۲۰۱۲ و به کارگردانی جی دپلاس و مارک دوپلاس است. در این فیلم بازیگرانی همچون جیسون سیگل، اد هلمز، جودی گریر، سوزان ساراندون، را داون چونگ و ایوان راس ایفای نقش کرده‌اند.